# Jörg Thomas Lambrecht

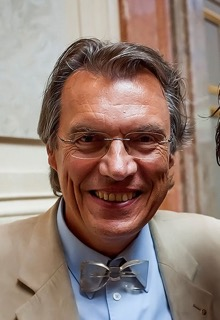
Jörg Thomas Lambrecht (2012)

Jörg Thomas Lambrecht (* 22. Mai 1950 in Heidelberg; † 15. September 2022 in Basel); heimatberechtigt in Basel, war ein deutsch-schweizerischer Facharzt für Mund-, Kiefer- und Gesichtschirurgie mit der Zusatzbezeichnung „Plastische Operationen“ und Fachzahnarzt für Oralchirurgie. Da er seinen zweiten Vornamen als Rufnamen nutzte, erscheint sein Name üblicherweise als J. Thomas Lambrecht.

## Leben
Nach Abschluss der Carman High School in Flint, Michigan (USA), 1968 (AFS scholarship) und Erlangen des humanistischen Abiturs in Mannheim, studierte Lambrecht von 1969 bis 1979 Medizin und Zahnmedizin in Liège (Belgien) und Mainz, wobei er 1977 die Promotionen zum Dr. med. dent. und 1980 zum Dr. med. abschloss. Als Werkstudent arbeitete er von 1970 bis 1975 in der Nachrichtenredaktion „heute“ beim Zweiten Deutschen Fernsehen in Wiesbaden (Taunus Film Studios). 1976 bis 1977 war er als Assistent in der Mainzer Universitätsklinik für Zahnärztliche Chirurgie, von 1979 bis 1980 als Medizinalassistent an den Städtischen Kliniken in Wiesbaden tätig. Von 1980 bis 1991 war er wissenschaftlicher Assistent und Oberarzt der Universitätsklinik für Mund-, Kiefer- und Gesichtschirurgie an der Christian-Albrechts-Universität zu Kiel. 1987 und 1991 erhielt er den Jahresbestpreis der Arbeitsgemeinschaft Kieferchirurgie, 1989 den Deutschen Hochschulforschungspreis und 1992 den Jahrespreis der Schleswig-Holsteinischen Gesellschaft für Zahn-Mund und Kieferheilkunde. 1988 erfolgte die Habilitation über ein grundlegendes Thema der Osteologie. 1991 wurde Lambrecht vom Regierungsrat des Kantons Basel-Stadt zum Ordinarius für Zahnmedizin der Universität Basel (Schweiz) und Vorsteher der Klinik für Mund-, Kiefer- und Gesichtschirurgie der Universität Basel gewählt und ernannt. Von 1993 bis 2012 führte er – stellvertretend resp. als Departementsvorsteher – das Departement Zahnmedizin. Von 1991 bis 2000 vertrat er die medizinische Fakultät Basel bei der schweizerischen Akademie für medizinische Wissenschaften (SAMW). Er war Mitglied bzw. Vorsitzender in acht Struktur- und Berufungskommissionen, in den Kommissionen für Dissertationsauszeichnung, zur Reform der Fakultätsordnung, in der Habilitationskommission und im Fakultätsausschuss bzw. der Fakultätsleitung.
Von 1997 bis 2000 war er Mitglied der Planungskommission der Universität, wo er sich u. a. für den Erhalt des Studiengangs Zahnmedizin einsetzen konnte, als dessen Abschaffung nach der Autonomisierung der Universität diskutiert wurde. In den Jahren 2005 bis 2008 gehörte er der Regenz der Universität an. Weiterhin war er Mitglied der Arbeitsgruppe zur Zusammenführung der universitären Zahnmedizin und der öffentlichen Zahnkliniken (Volkszahnklinik und Schulzahnklinik), deren Ergebnis die Neugründung des Universitären Zentrums für Zahnmedizin Basel (UZB) war. Seit dem 1. August 2018 war Lambrecht Professor emeritus der Universität Basel.

## Spezialgebiete und Behandlungsschwerpunkte
Spezialgebiete in Forschung, Lehre und Patientenversorgung waren die zahnärztliche Chirurgie inklusive Implantatchirurgie, die operative Behandlung von zahnbedingten Kieferhöhlenerkrankungen, die dento-maxillo-faciale Radiologie und die fachübergreifende orale Medizin. Von 1991 bis 2017 operierte Lambrecht regelmäßig unterprivilegierte Kinder mit Lippen-Kiefer-Gaumenspalten in Entwicklungsländern. Diese freiwilligen Einsätze, welche ihn nach Indonesien, Indien, Bhutan, Kenia, Mexiko und Vietnam führten, wurden hauptsächlich vom Rotary Club Basel Riehen finanziert, der ihn 2017 zum Ehrenmitglied ernannte. Seit seiner Emeritierung war er als Schiffsarzt bei Thurgau Travel tätig.

## Wissenschaftliche Leistungen
Lambrecht war Herausgeber von elf Lehrbüchern in fünf Sprachen und Autor von ca. 250 Publikationen und Buchbeiträgen in seinem Fachgebiet, die teilweise in PubMed gelistet sind. Er hielt multiple wissenschaftliche Vorträge in allen fünf Kontinenten.
Sein Interesse in der Grundlagenforschung galt der erstmaligen Darstellung von menschlichen Osteoklasten (resorbierende Knochenzellen) in der Zellkultur.
In der klinischen Forschung begründete Lambrecht – zusammen mit Fred Brix – das erste Verfahren zur Herstellung von dreidimensionalen individuellen Patientenmodellen zur Operationsimulation (heute als 3D MODEL PRINTING bezeichnet) auf der Basis von CT-, MRI- und (später) DVT-Daten in der Mund-, Kiefer- und Gesichtschirurgie.

## Ämter und Mitgliedschaften
Lambrecht war von 1993 bis 1995 Präsident der International Society of Computer Aided Surgery (ISCAS), die ihn 2004 zum Ehrenmitglied ernannte, von 1997 bis 2001 Präsident sowie seit 2011 Ehrenmitglied der Schweizerischen Gesellschaft für Dentomaxillofaziale Radiologie (SGDMFR).
Mit einer kurzen Unterbrechung war er von 2001 bis 2012 Departementsvorsteher der Universitätskliniken für Zahnmedizin der Universität Basel. In dieser Zeit war er intensiv mit dem Erhalt des Studiengangs Zahnmedizin beschäftigt, der an der autonomisierten Universität Basel aus finanziellen Gründen immer wieder zu Diskussionen Anlass gab.
2004 offerierte ihm die Universität Hongkong eine Ehrenprofessur (Honorary Professor). Lambrecht war von 2003 bis 2007 und von 2012 bis 2014 Präsident der Oberrheinischen Zahnärztegesellschaft. 2008 wurde er zum Ehrenmitglied der International Society of Simulation Surgery, 2013 zum Ehrenmitglied der Schweizerischen Gesellschaft für Oralchirurgie und Stomatologie (SSOS) ernannt.
Er war Mitglied im Redaktionskollegium bzw. Beirat von zehn (inter)nationalen wissenschaftlichen Zeitschriften, resp. Präsident bzw. Vorstands-Mitglied von 30 (inter)nationalen wissenschaftlichen Fachgesellschaften.
Lambrecht war mit der Zahnärztin Sabine Lambrecht verheiratet und lebte in Basel; sie haben drei erwachsene Kinder.

## Publikationen (Auswahl)
- Lambrecht J. Th., Brix F, (1990), Individual Skull Model Fabrication for Craniofacial Surgery, The Cleft Palate-Craniofacial Journal 27, 382–386.
- Lambrecht J. Th., Brix F, (1990), Three Dimensional Operation Simulation in Functional Skeletal Surgery, Japan Society of Cranio-Maxillo-Facial Surgery 6, 74–77.
- J. Th. Lambrecht: Resorbierende Knochenzellen des Menschen in vitro. Carl Hanser Verlag, München/Wien 1991, ISBN 3-446-15848-0.
- J. Th. Lambrecht: 3-D Modelling Technology in oral and maxillofacialsurgery. Quintessence, Chicago 1995, ISBN 0-86715-287-7.
- J. Th. Lambrecht (Hrsg.): Kompendium für den zahnärztlichen Sachverständigen im Strahlenschutz. Verlag Schweizerische Zahnärzte-Gesellschaft SSO, Bern 1997, ISBN 3-9521073-1-X.
- J. Th. Lambrecht (Responsable): Compendium à l’expert en radioprotection en médecine dentaire. Société Suisse d’ Odonto-stomatologie SSO, Berne 1997 ISBN 3-9521498-0-2.
- G. Frenkel, L. Aderhold, J. Th. Lambrecht, G. Leilich, P. Raetzke (Hrsg.): Die ambulante Chirurgie des Zahnarztes. Carl Hanser Verlag, München 1997, ISBN 3-446-18417-1.
- G. Frenkel, L. Aderholt, J. Th. Lambrecht, G. Leilich, P. Raetzke (Eds.): La Chirurgia odontoiatrica ambulatoriale, SCIENZA E TECNICA DENTISTICA EDIZIONI INTERNAZIONALI srl., Milano 1999.
- J. Th. Lambrecht (Hrsg.): Zahnärztliche Operationen. Quintessenz Verlag, Berlin 2008, ISBN 978-3-87652-703-1.
- J. Th. Lambrecht (Hrsg.): Oral and Implant Surgery: Principles and Procedures. Quintessence Publishing, 2009, ISBN 978-1-85097-184-9.
- J. Th. Lambrecht (Hrsg.): Oral and Implant Surgery: Principles and Procedures. Quintessence Publishing, 2014, CHINESE EDITION, PEOPLE`S MILITARY PRESS, ISBN 978-7-5091-7546-0.
- R. Ewers, J. Th. Lambrecht (Hrsg.): Oral Implants, Bioactivating Concepts. Quintessence Publishing, 2013, ISBN 978-1-85097-233-4.
- J. Thomas Lambrecht / Martin von Planta: Zahnärztliche Risikopatienten. Quintessenz Verlag, Berlin, 2018, ISBN  978-3-86867-379-1.
- mit H.-T. Lübbers, K. Dula (Hrsg.): Digitale Volumentomographie. Springer, Heidelberg 2021, ISBN 978-3-662-57404-1.